# Bobbingworth
Bobbingworth – wieś w Anglii, w hrabstwie Essex, w dystrykcie Epping Forest. Leży 18 km na zachód od miasta Chelmsford i 35 km na północny wschód od Londynu. W 2001 miejscowość liczyła 279 mieszkańców.